# Megève
Megève (fransk udtale: [məʒɛv]) er en kommune i Haute-Savoie departementet i Auvergne-Rhône-Alpes-regionen i det sydøstlige Frankrig med 2.927(2022) indbyggere. Byen er kendt som et vinterportssted nær Mont Blanc i de franske alper.
Byen Megève ligger mellem byerne Albertville og Sallanches. Dalen, hvor Megéve ligger, hedder Val d'Arly. I dalen fra Megéve ned mod Albertville løber floden Arly, som er en biflod til Isére.
Skiområdet, der blev udviklet først og fremmest i 1930'erne, som et fransk alternativ til Saint-Moritz i Schweiz, var et af de første til formålet anlagte skisportsområder i Alperne. Allerede før 1916 var folk begyndt at stå på ski i Megève og et medlem af Rothchilds familien besluttede i 1916, at Megéve skulle udvikles til skiområde.
Udviklingen tog for alvor fart, da byens jordejere gik sammen i 1933 og investerede i den første kabinelift alene med formålet skiturisme - på den såkaldte Rochebrune-sektion af liftsystemet. Skiklubben i byen begyndte i 1923 og i 1937 blev et bysbarn af Megéve, Émile Allais tredobbelt verdensmester ved VM i alpint skiløb, der blev afholdt i Chamonix.
Byens centrum ligger i 1.095 m.o.h.

## Galleri
- Megève set fra Rochebrune-bjerget
- Landevejen gennem Megéve mod Sallanchés
- Landevejen gennem Megéve mod Albertville
- Arly i Arly-dalen (Val d'Arly)
- Megève om vinteren

## Tour de France i Megéve
I 2016 gik en bjergenkelstart fra Sallanchés til Megeve. Næste dag gik 20. etape fra Megéve til Morzine.s
I 2022 gik en etape fra Morzine til Megéve.